# Stachys cuneata
Stachys cuneata là một loài thực vật có hoa trong họ Hoa môi. Loài này được Banks ex Benth. miêu tả khoa học đầu tiên năm 1834.